# Pierres Vives
Pierres vives è un edificio polifunzionale ubicato nella città francese di Montpellier, progettato dall'architetta irachena Zaha Hadid.
Il complesso, composto da tre unità e di proprietà pubblica, è utilizzato come sede del dipartimento di Herault per ospitarvi una biblioteca, un archivio, la sede dell'assessorato allo sport, auditorium e sale riunioni. L'edificio presenta una forma tronca che si sviluppa in maniera longitudinale.